# Любич-Романович, Василий Игнатьевич
Василий Игнатьевич Любич-Романович (1805—1888) — русский писатель, действительный статский советник.

## Биография
Родился 27 апреля (9 мая) 1805 года в Санкт-Петербурге. Воспитывался в Полоцком иезуитском коллегиуме и в Нежинской гимназии высших наук князя Безбородко, которую окончил в 1826 году.
С юных лет имел возможность знакомиться из прямых источников с литературой немецкой, французской, итальянской, английской и польской, а также с греческими и латинскими классиками. Дебютировал как литератор в 1829 году, опубликовав в журнале «Сын отечества» «Сказание о Хмельницком». 
В 1832 году выпустил книгу стихотворений и переводов, встреченную резкой критикой журнала «Московский телеграф»: «Оригинальности в стихотворениях сего автора нет никакой. <…> Нет ни одного, в котором был бы признак поэзии».
Служил сначала в департаменте юстиции, в департаменте внешней торговли, в капитуле российских орденов, затем в министерстве иностранных дел Российской империи, в инспекторском департаменте военного министерства и наконец в департаменте внутренних сношений. В 1869 году вышел в отставку с чином действительного статского советника.
Много лет публиковался в «Сыне Отечества», «Русском инвалиде», «Маяке», «Библиотеке для чтения», «Современнике», «Журнале Министерства Народного Просвещения», «Журнале военно-учебных заведений», альманахе «Альциона» и «Журнале иностранной словесности и изящных художеств» как стихами, так и прозой, особенно усердно переводя из Байрона и А. Мицкевича, а также с французского и итальянского. В его переводах критики отмечали неподдельное чувство и прекрасное понимание подлинника.
Скончался 29 февраля (12 марта) 1888 года в Санкт-Петербурге.